# Boornsterhem
Boornsterhem (vestfrisisk: Boarnsterhim;  udtale ?) var indtil 1. januar 2014 en kommune i provinsen Frisland i Nederlandene. 
Kommunens samlede areal udgjorde 168,59km2 (hvoraf 16,72km2 er vand), og indbyggertallet var 19.330 indbyggere (2007). Kommunens officielle navn er på frisisk, det samme gælder navnene på de 18 bebyggelser (byer) i kommunen: Akkrum, Aldeboarn, Dearsum, Eagum, Friens, Grou, Idaerd, Jirnsum, Nes, Poppenwier, Raerd, Reduzum, Sibrandabuorren, Terherne, Tersoal, Wergea, Warstiens og Warten. Hovedbyen er Grou (nl. Grouw). Boarnsterhem opstod i 1984 efter en ny kommuneinddeling fra de gamle kommuner Idaarderadeel (vestfrisisk: Idaerderadiel), Utingeradeel (vestfrisisk: Utingeradiel) og Rauwerderhem (vestfrisisk: Raerderhim).

## Vigtigste næringsveje
Turisme (vandsport), skibsbyggeri, kvægopdræt, industri, service spiller alle en rolle. 
Dør- og pallefremstilling i Grou; i Wergea (nederlandsk:  Warga) grundlagdes det kooperative mejeri Frico, som skulle vokse til at blive en verdenskoncern, Friesland Coberco Dairy Foods. Mange indbyggere pendler til Leeuwarden eller Heerenveen. Kommunen gennemskæres af motorvej A32 og af jernbanen (Leeuwarden-Zwolle). Jernbanestationer findes i Grou og Akkrum. 

## Frisisk sprog
Frisisk tales fortsat af et flertal af de indfødte. Grou er fødselsbyen for brødrene Joost (vestfrisisk:  Joast, latiniserat Justus), Eeltje (vestfrisisk:  Eeltsje) og Tjalling (vestfrisisk: Tsjalling) Halbertsma, som i 1800-tallet indledte renæssancen for frisisk som kultursprog ved at nedskrive folkelige overleveringer, digte og sange. 

## Seværdigheder
Nogle af lokalsamfundene har fine bykerner (Grou, Aldeboarn, Poppenwier) med 1800-talsbebyggelse samt enkelte ældre huse. Middelalderlige, romanske kirker i blandt andet Grou, Idaerd, en 1700-talskirke samt våghus i Aldeboarn; bondegård med museum fra 1600-tallet i Warten. De fleste af byerne ligger på såkaldte "terpen", kunstige forhøjninger, som for mere end 2.000 år siden anlagdes for at beskytte mennesker og husdyr ved højvande. Kulturlandskabet regnes som et af Vesteuropas ældste. Naturen omfatter fuglerige vådområder, søer (andefugle, hejrer, lappedykkere og enge (vibe, rødben, rødspurv). 
Nationalparker: "De Alde Feanen" og "De Deelen" (moseområder).